# سد اوپمایو
سد اوپمایو (به اسپانیایی: Upamayo Dam) یک سد در پرو است که در Junín Region, Pasco Region واقع شده‌است.